# Gianni Romoli
Pour les articles homonymes, voir Romoli.
Gianni Romoli (né le 18 juillet 1949 à Rome) est un scénariste et producteur de cinéma italien.

## Filmographie

### Scénariste
- 1982 : Bello mio, bellezza mia de Sergio Corbucci
- 1985 : Sono un fenomeno paranormale de Sergio Corbucci
- 1987 : Cartes postales d'Italie (Cartoline italiane) de Memè Perlini
- 1991 : La Secte (La setta) de Michele Soavi
- 1991 : La Caverne de la Rose d'Or : La Princesse Rebelle de Lamberto Bava
- 1992 : La Caverne de la Rose d'Or : La Sorcière Noire  de Lamberto Bava
- 1993 : La Caverne de la Rose d'Or : La Reine des Ténèbres de Lamberto Bava
- 1993 : Trauma de Dario Argento
- 1994 : La Caverne de la Rose d'Or : L'Empereur du Mal de Lamberto Bava
- 1994 : Desideria et le prince rebelle de Lamberto Bava
- 1996 : La Caverne de la Rose d'Or : Le Retour de Fantaghirò de Lamberto Bava
- 1996 : La Légende d'Aliséa de Lamberto Bava
- 1997 : La Princesse et le Pauvre de Lamberto Bava
- 1999 : Le Dernier Harem de Ferzan Özpetek
- 2001 : Tableau de famille de Ferzan Özpetek
- 2010 : 20 sigarette d'Aureliano Amadei
- 2012 : L'amore è imperfetto de Francesca Muci
- 2014 : Allacciate le cinture de Ferzan Özpetek
- 2017 : Rosso Istanbul de Ferzan Özpetek
- 2018 : Napoli velata de Ferzan Özpetek